# Žunje (Brus)
Žunje (em cirílico: Жуње) é uma vila da Sérvia localizada no município de Brus, pertencente ao distrito de Rasina. A sua população era de 292 habitantes segundo o censo de 2011.

## Demografia
| 1948 | 1953 | 1961 | 1971 | 1981 | 1991 | 2002 | 2011 |
| ---- | ---- | ---- | ---- | ---- | ---- | ---- | ---- |
| 660  | 702  | 733  | 671  | 577  | 455  | 370  | 292  |